# Патриарший наперсный крест
Патриа́рший напе́рсный кре́ст — иерархическая награда, которой отмечаются пресвитеры и игуменьи Русской православной церкви в знак высшего признания их заслуг. Один из типов наперсных крестов в Русской православной Церкви.

## История и внешний вид награды

Патриарший крест образца до 1997 года

Наперсные кресты духовенства в Русской церкви в Синодальный период являлись по преимуществу наградным элементом облачения. 
Законодательное закрепление в качестве награды для клириков наперсные кресты получили в период царствования Павла I. В 1896 году по случаю коронации Николая II право ношения восьмиконечного наперсного креста серебряного цвета получили все пресвитеры.
После революции в связи с отделением церкви от государства наперсный крест перестал быть государственной наградой, лишился императорских монограмм и стал рядовой инсигнией русского духовенства. В связи с этим в советский период складывается существующая иерархия наградных наперсных крестов в системе богослужебно-иерархических наград: «протоиерейский» золотой крест, крест с украшениями, патриарший крест. Патриарший крест занимает в этой иерархии высшую позицию.
Первые случаи награждения Патриаршим наперсным крестом фиксируются в конце 1940-х годов. Первоначально представлял из себя золотой крест с дарственной надписью, однако к концу 1950-х годов данная награда приобретает вид византийского креста синей финифти с изображением образа Спаса Нерукотворного в золотом медальоне. После 1997 года изменились цвет и пропорции креста, композиция осталась прежней.

## Основания и порядок награждения
Патриаршим наперсным крестом награждаются пресвитеры Русской православной церкви (как белое, так и чёрное духовенство) вне зависимости от предшествующих наград и продолжительности служения. Основанием награждения являются усердные труды на благо Церкви. Награда вручается в исключительных случаях. Как и возведение в сан протопресвитера, награждение Патриаршим наперсным крестом относится к исключительной компетенции Патриарха Московского и всея Руси, производится по его инициативе и решению.
Несмотря на то, что Положение о наградах Русской православной церкви (2017) предусматривает возможность награждения любого пресвитера данной наградой, не известно ни одного случая, когда Патриаршим наперсным крестом награждался бы клирик, не имеющий сана протоиерея или архимандрита (игумении).

## Порядок ношения
Патриарший наперсный крест может носиться вместе с крестом с украшениями. В случае, если удостоенный права ношения Патриаршего наперсного креста клирик рукоположен в архиереи, он вправе носить эту награду вместо креста с украшениями.